# Helsingborgs IF
Maillots
Dernière mise à jour : 2 juillet 2024.
Le Helsingborgs IF, ou HIF, est un club suédois de football basé à Helsingborg. Créé le 4 juin 1907, il a gagné sept fois le championnat, cinq coupes nationales ainsi que deux supercoupes de Suède. Il évolue en Superettan (deuxième division) et est résident du stade Olympia.
Le HIF participe également régulièrement aux coupes européennes : une présence en Coupe Intertoto (2002), huit en Coupe UEFA / Ligue Europa entre 1996 et 2013 et une en Ligue des champions (2000-2001).

## Historique

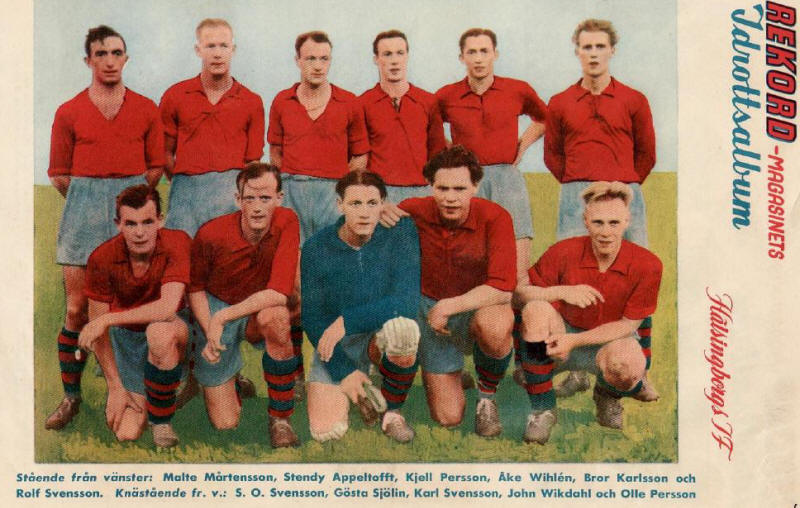
Équipe du HIF en 1944

Fondé en 1907, Helsingborg est un membre fondateur du Allsvenskan, le championnat de football suédois. Entre 1924 et 1968, le club ne manque que deux éditions de la compétition qu'il remporte en 1929, 1930, 1933 et 1934. Premier club du pays à réaliser le doublé Coupe-Championnat en 1941, le HIF est finalement relégué est 1968. Alors qu'on s'attend à une remontée rapide, le club plonge dans les profondeurs du football suédois. Il ne retrouve l'élite en 1992. Il s'y est alors maintenu, remportant de nouveau le titre en 1999 et 2011.
Après sa remontée en première division, Helsingborg prend souvent part aux diverses compétitions continentales. Sa meilleure performance reste la participation à la phase de poule de la Ligue des champions de l'UEFA lors de la saison 2000-2001, un stade rarement atteint par les clubs suédois. Pour s'y hisser, le HIF élimine les Biélorusses du BATE Borissov mais surtout un géant italien lors du dernier tour de qualification : l'Inter de Milan (1-0 sur l'ensemble des deux matchs). En phase de poule, face aux Français du Paris SG, aux Norvégiens de Rosenborg et aux Allemands du Bayern de Munich, Helsingborg termine dernier de son groupe. C'est la Coupe UEFA (devenue Ligue Europa) que le club dispute le plus, comptant sept participations à cette compétition (1996-1997, 1997-1998, 1999-2000, 2001-2002, 2007-2008, 2009-2010, 2011-2012, 2012-2013) et atteignant les seizièmes de finale lors de la saison 2007-2008 face au PSV Eindhoven. En juin 2013, le Helsingborgs IF pointe à la 162e place du classement des clubs UEFA.

## Bilan sportif

### Palmarès
- Championnat de Suède (5)
  - Champion : 1933, 1934, 1941, 1999, 2011
  - Vainqueur de l'Allsvenskan : 1929, 1930[3]
  - Vice-champion : 1928, 1949, 1954, 1995, 1998, 2000, 2010

- Coupe de Suède (5)
  - Vainqueur : 1941, 1998, 2006, 2010, 2011
  - Finaliste : 1950, 1994, 2014

- Supercoupe de Suède (2)
  - Vainqueur : 2011, 2012
  - Finaliste : 2007

- Championnat de Suède de deuxième division (2)
  - Champion : 2018 et 2020

### Bilan européen
Légende
- Victoire ou qualification pour le tour suivant
- Match nul
- Défaite ou élimination de la compétition

Note : dans les résultats ci-dessous, le score du club est toujours donné en premier
| Saison    | Compétition         | Tour                | Club                   | Domicile | Extérieur | Total             |
| --------- | ------------------- | ------------------- | ---------------------- | -------- | --------- | ----------------- |
| 1996-1997 | Coupe UEFA          | Deuxième tour Q     | Dinamo-93 Minsk        | 5 - 0    | 2 - 1     | 7 - 1             |
| 1996-1997 | Coupe UEFA          | Premier tour        | Aston Villa            | 0 - 0    | 1 - 1     | 1E - 1            |
| 1996-1997 | Coupe UEFA          | Seizièmes de finale | Neuchâtel Xamax        | 2 - 0    | 1 - 1     | 3 - 1             |
| 1996-1997 | Coupe UEFA          | Huitièmes de finale | RSC Anderlecht         | 0 - 0    | 0 - 1     | 0 - 1             |
| 1997-1998 | Coupe UEFA          | Deuxième tour Q     | Ferencváros TC         | 0 - 1    | 1 - 0 ap  | 1 - 1 (3 - 4 tab) |
| 1998-1999 | Coupe des coupes    | Tour préliminaire   | FC Vaduz               | 3 - 0    | 2 - 0     | 5 - 0             |
| 1998-1999 | Coupe des coupes    | Seizièmes de finale | Chelsea FC             | 0 - 0    | 0 - 1     | 0 - 1             |
| 1999-2000 | Coupe UEFA          | Tour préliminaire   | FK Riga                | 5 - 0    | 0 - 0     | 5 - 0             |
| 1999-2000 | Coupe UEFA          | Premier tour        | Karpaty Lviv           | 1 - 1    | 1 - 1 ap  | 2 - 2 (4 - 2 tab) |
| 1999-2000 | Coupe UEFA          | Deuxième tour       | Parme AC               | 1 - 3    | 0 - 1     | 1 - 4             |
| 2000-2001 | Ligue des champions | Deuxième tour Q     | BATE Borisov           | 0 - 0    | 3 - 0     | 3 - 0             |
| 2000-2001 | Ligue des champions | Troisième tour Q    | Inter Milan            | 1 - 0    | 0 - 0     | 1 - 0             |
| 2000-2001 | Ligue des champions | Groupe F            | Bayern Munich          | 1 - 3    | 0 - 0     | Quatrième         |
| 2000-2001 | Ligue des champions | Groupe F            | Paris Saint-Germain    | 1 - 1    | 1 - 4     | Quatrième         |
| 2000-2001 | Ligue des champions | Groupe F            | Rosenborg BK           | 2 - 0    | 1 - 6     | Quatrième         |
| 2001-2002 | Coupe UEFA          | Tour préliminaire   | MyPa                   | 3 - 1    | 2 - 1     | 5 - 2             |
| 2001-2002 | Coupe UEFA          | Premier tour        | Odds BK                | 2 - 2    | 1 - 1     | 3E - 3            |
| 2001-2002 | Coupe UEFA          | Deuxième tour       | Ipswich Town           | 1 - 3    | 0 - 0     | 1 - 3             |
| 2002      | Coupe Intertoto     | Premier tour        | FC Koper               | 1 - 0    | 0 - 0     | 1 - 0             |
| 2002      | Coupe Intertoto     | Deuxième tour       | FC Synot               | 2 - 0    | 0 - 4     | 2 - 4             |
| 2007-2008 | Coupe UEFA          | Premier tour Q      | Narva Trans            | 6 - 0    | 3 - 0     | 9 - 0             |
| 2007-2008 | Coupe UEFA          | Deuxième tour Q     | Drogheda United        | 3 - 0    | 1 - 1     | 4 - 1             |
| 2007-2008 | Coupe UEFA          | Premier tour        | SC Heerenveen          | 5 - 1    | 3 - 5     | 8 - 4             |
| 2007-2008 | Coupe UEFA          | Groupe H            | Paniónios GSS          | 1 - 1    | N/A       | Deuxième          |
| 2007-2008 | Coupe UEFA          | Groupe H            | Galatasaray SK         | N/A      | 3 - 2     | Deuxième          |
| 2007-2008 | Coupe UEFA          | Groupe H            | Austria Vienne         | 3 - 0    | N/A       | Deuxième          |
| 2007-2008 | Coupe UEFA          | Groupe H            | Girondins de Bordeaux  | N/A      | 1 - 2     | Deuxième          |
| 2007-2008 | Coupe UEFA          | Seizièmes de finale | PSV Eindhoven          | 1 - 2    | 0 - 2     | 1 - 4             |
| 2009-2010 | Ligue Europa        | Premier tour Q      | Mika Erevan            | 3 - 1    | 1 - 1     | 4 - 2             |
| 2009-2010 | Ligue Europa        | Deuxième tour Q     | FC Zestafoni           | 2 - 2 ap | 2 - 1     | 4 - 3             |
| 2009-2010 | Ligue Europa        | Troisième tour Q    | FK Sarajevo            | 2 - 1    | 1 - 2 ap  | 3 - 3 (4 - 5 tab) |
| 2011-2012 | Ligue Europa        | Troisième tour Q    | Bnei Yehoudah Tel-Aviv | 3 - 0    | 0 - 1     | 3 - 1             |
| 2011-2012 | Ligue Europa        | Barrages Q          | Standard de Liège      | 1 - 3    | 0 - 1     | 1 - 4             |
| 2012-2013 | Ligue des champions | Deuxième tour Q     | The New Saints         | 3 - 0    | 0 - 0     | 3 - 0             |
| 2012-2013 | Ligue des champions | Troisième tour Q    | Śląsk Wrocław          | 3 - 0    | 3 - 1     | 6 - 1             |
| 2012-2013 | Ligue des champions | Barrages Q          | Celtic FC              | 0 - 2    | 0 - 2     | 0 - 4             |
| 2012-2013 | Ligue Europa        | Groupe L            | Levante UD             | 1 - 3    | 0 - 1     | Troisième         |
| 2012-2013 | Ligue Europa        | Groupe L            | Hanovre 96             | 1 - 2    | 2 - 3     | Troisième         |
| 2012-2013 | Ligue Europa        | Groupe L            | FC Twente              | 2 - 2    | 3 - 1     | Troisième         |

## Joueurs et personnalités du club

### Présidents
Le tableau suivant présente la liste des présidents du club depuis 1907.
| Rang | Nom                    | Période   |
| ---- | ---------------------- | --------- |
| 1    | Erik Mattsson          | 1907      |
| 2    | John ”Bill” Pettersson | 1908-1951 |
| 3    | Harry Ohlsson          | 1952-1962 |
| 4    | Börje Skarstedt        | 1963-1970 |

| Rang | Nom              | Période   |
| ---- | ---------------- | --------- |
| 5    | Ernst Sjunnesson | 1971      |
| 6    | Torsten Perklev  | 1972-1974 |
| 7    | Tore Sköld       | 1975-1976 |
| 8    | Arne Linder      | 1977-1982 |

| Rang | Nom              | Période   |
| ---- | ---------------- | --------- |
| 9    | Roland Bengtsson | 1983-1988 |
| 10   | Ingvar Wenehed   | 1989-1999 |
| 11   | Claes Johansson  | 1999-2003 |
| 12   | Sten-Inge Fredin | 2003-2009 |

| Rang | Nom                | Période   |
| ---- | ------------------ | --------- |
| 13   | Lars Öijer         | 2009-2010 |
| 14   | Claes Ohlsson      | 2010-2015 |
| 15   | Sten-Åke Tjärnlund | 2015-     |

### Entraîneurs
Le tableau suivant présente la liste des entraîneurs du club depuis 1935.
| Rang | Nom                 | Période   |
| ---- | ------------------- | --------- |
| 1    | Harry Lundahl       | 1935-1937 |
| 2    | Albin Dahl          | 1938-1944 |
| 3    | Harry Lundahl       | 1944      |
| 4    | Arno Nielsen        | 1945-1947 |
| 5    | Karl Hansen         | 1946      |
| 6    | William Burnikell   | 1947-1949 |
| 7    | Dolfo Holländer     | 1949-1950 |
| 8    | Albin Dahl          | 1950-1954 |
| 9    | Erik Persson        | 1955-1958 |
| 10   | Adolf Vogl          | 1958-1960 |
| 11   | John Wikdahl        | 1961-1964 |
| 12   | Tivadar Szentpetery | 1965      |

| Rang | Nom                      | Période   |
| ---- | ------------------------ | --------- |
| 13   | Åke Jönsson              | 1965-1968 |
| 14   | Arne Sørensen            | 1969-1970 |
| 15   | Gerhard Andersson        | 1971      |
| 16   | Ralle Weiman             | 1971      |
| 17   | Arne Hagberg             | 1972-1973 |
| 18   | Wilfried Schnorrerberger | 1974      |
| 19   | Lars-Göran Persson       | 1975      |
| 20   | Brian Berch              | 1976-1977 |
| 21   | Bert Olsson              | 1977      |
| 22   | Bernt-Hugo Andersson     | 1978-1980 |
| 23   | Bertil Hansson           | 1980-1981 |
| 24   | Tomas Borg               | 1982-1983 |

| Rang | Nom              | Période   |
| ---- | ---------------- | --------- |
| 25   | Rolf Svensson    | 1984-1986 |
| 26   | Bertil Hansson   | 1986      |
| 27   | Bo Nilsson       | 1987-1994 |
| 28   | Reine Almqvist   | 1994-1997 |
| 29   | Åge Hareide      | 1998-1999 |
| 30   | Nanne Bergstrand | 2000-2001 |
| 31   | Sören Cratz      | 2002      |
| 32   | Peter Swärdh     | 2002-2006 |
| 33   | Hans Eklund      | 2006      |
| 34   | Stuart Baxter    | 2006-2007 |
| 35   | Bosse Nilsson    | 2008-2009 |
| 36   | Conny Karlsson   | 2010-2012 |

| Rang | Nom            | Période   |
| ---- | -------------- | --------- |
| 37   | Åge Hareide    | 2012      |
| 38   | Roar Hansen    | 2013-2014 |
| 39   | Henrik Larsson | 2014-2016 |
| 40   | Per-Ola Ljung  | 2017-2019 |
| 41   | Henrik Larsson | 2019      |
| 42   | Olof Mellberg  | 2019-     |

### Joueurs emblématiques
Le joueur le plus connu du club est sans conteste Henrik Larsson qui joua 140 matchs (88 buts) sous les couleurs de Helsingborg lors de ses deux passages (1992-1993 puis 2007-2009).
Le joueur détenant le record de matchs disputés en Allsvenskan avec le HIF est le Suédois Kalle Svensson entre 1943 et 1962 (349 matchs). Son meilleur buteur est un autre Suédois, Knut Kroon, auteur de 140 buts entre 1925 et 1942.

## Supporteurs

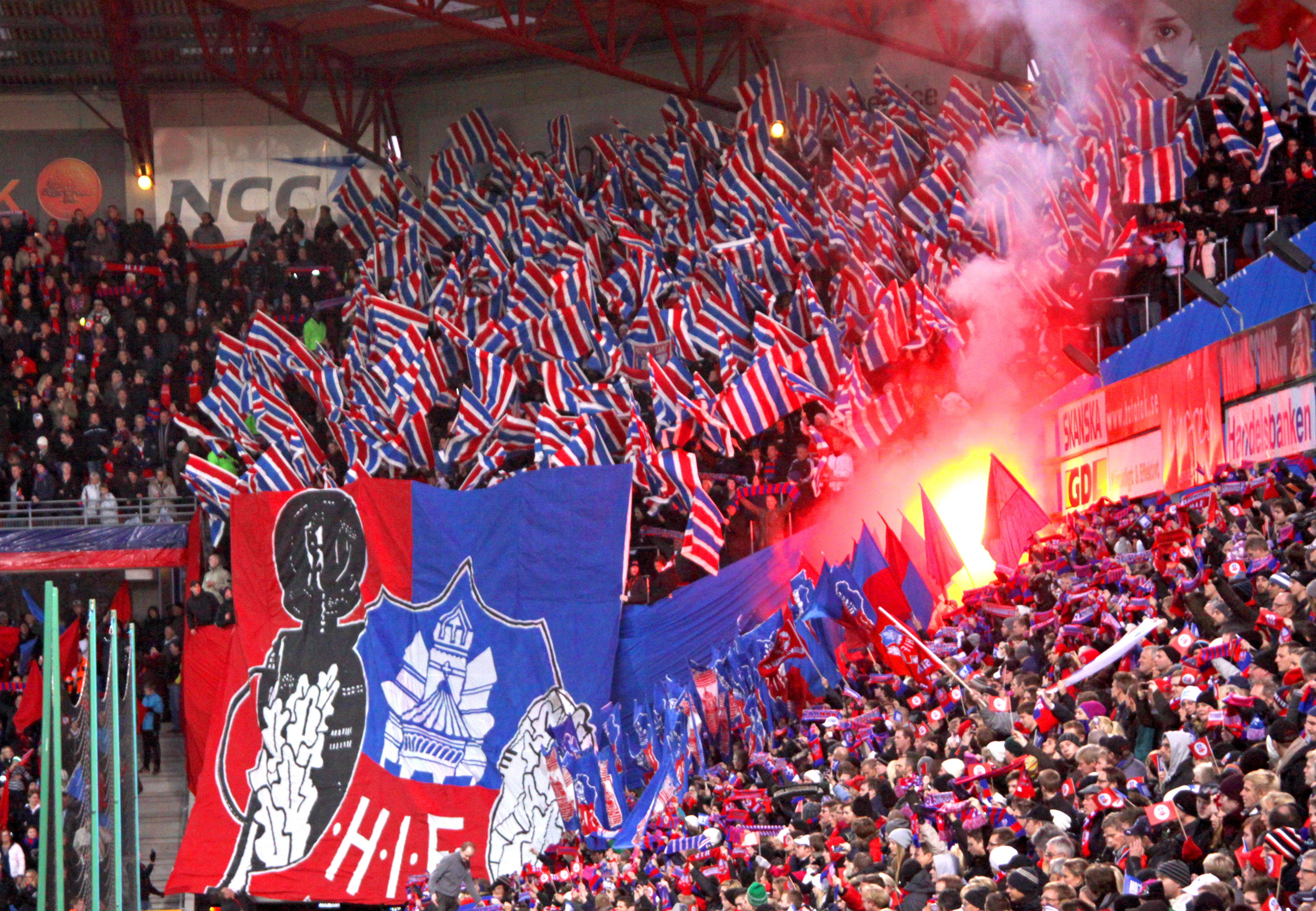
Tifo dans le stade d'Helsingborg.

Le club de Helsingborg IF entretient une rivalité de longue date avec Malmö FF, ainsi que dans une moindre mesure avec les autres clubs scaniens comme Landskrona BoIS. L'opposition avec Malmö trouve son origine dans la volonté des deux clubs de se présenter comme le principal club méridional du pays, doublée d'une rivalité géographique et historique entre le nord (Helsingborg) et le sud (Malmö) de la Scanie. Cette importance de la région se traduit aussi à Olympia par les nombreux drapeaux de cette province historique (croix jaune sur fond rouge), la bannière suédoise y étant beaucoup moins visible.
Les principaux groupes de supporters du club sont les suivants : "Kärnan", "tHIFo", "HIF-vänner", "Bortom Sans", "Sundsbusarna", "Frontline" et les "Helsingborg Hardcore".